# معركة الحناكية الأولى 1228هـ/1813م
معركة الحناكية الأولى 1228هـ/1813م، من المعارك التاريخية التي حدثت في الحناكية بين القوات السعودية والمصرية.

## أبرز الأحداث
في سنة 1228هـ/1813م وبعد سقوط الحناكية على يد القوات المصرية جمع طوسون باشا بن محمد علي قواته في الحناكية لمحاربة الإمام سعود بن عبدالعزيز إلا أنه لم تحصل مواجهة جادة بين الطرفين، حتى أن الإمام سعود حاصر الجيش الذي أرسلهُ طوسون باشا إلى نجد وأجبرها على الأرتداد إلى العراق بدلاً من الحجاز، وكانت القوات المصرية التي حوصرت متحصنة في قلعة الحناكية الواقعة بالجهة الغربية من وادي الحناكية، وكان عدد القوات ثلاثمائة مقاتل، وبعد الحصار استسلم الجند المتحصنون وطلبوا من الإمام سعود الصفح عنهم؛ فأمرهم بالذهاب إلى العراق، ويقول ابن بشر:«سار سعود رحمهُ الله تعالى بالجيش من جميع النواحي وارجاء نجد الحاضرة والبادية، وقصد الحناكية الماء المعروف قرب المدينة المنورة، وكان في قصرها عسكر من الترك مع عثمان كاشف، ثم أن سعود نازل العساكر التي في ذلك القصر وهم نحو ثلاثمائة فارس ومقاتل وحاصرهم؛ فطلب العسكر من سعود العفو..».

## انظر ايضاً
- الحناكية
- الحرب السعودية المملوكية
- سقوط ينبع
- معركة بسل